# Box Car Racer
Skupina Box Car Racer byla pop-punková skupina, kterou založili Tom DeLonge a Travis Barker jako vedlejší projekt skupiny Blink 182.

## Členové kapely
- Tom DeLonge
- Travis Barker
- David Kennedy
- Anthony Celestino

## Diskografie
- Box Car Racer 2002